# MITS
MITS(Micro Instrumentation and Telemetry Systems)는 1969년 포레스트 밈스(Forrest Mims)와 로버츠(H. Edward Roberts)가 설립한 뉴멕시코주 앨버커키에 있는 컴퓨터 기업이다. 처음 이 회사는 모델 로켓 제조를 취미로 하는 사람들을 대상으로 각종 기구와 원격 측정기를 판매했다. 이 밖에도 발성기(audio generators), 증폭기(amplifiers), 전원 공급기, RC 자동차 원격 조정기 등을 판매했다.
특히 그중 텍사스 인스트루먼츠(Texas Instruments)가 1972년 저가 계산기 시장을 지배하기 전까지, 1971년 〈파퓰러 일렉트로닉스〉(Popular Electronics)에 이 회사의 816 계산기 키트(Calculator kit)가 소개되어 많이 팔렸다.
MITS는 특히 앨테어 8800을 만든 것으로 유명하며, 가정용 컴퓨터 산업을 시작한 회사로 알려져 있다.

## 앨테어
1970년대 초반에, MITS는 계산기 판매 부진으로 인해 거의 부도 직전까지 갔다. 1973년에서 1974년에, 컴퓨터 제작 동호인을 위한 최초의 마이크로컴퓨터 키트인 앨테어 8800(Altair)을 개발하였다(인텔 8080 마이크로프로세서 사용).
앨테어 8800은 잡지 〈Popular Electronics〉의 1975년 1월 표지를 장식했다. 잠깐 동안, MITS는 빌 게이츠와 폴 앨런을 고용하기도 했다. 그들의 업무는 앨테어 8800을 위해서 베이직 인터프리터, 포트란 컴파일러, 도스(MITS-DOS) 및 그밖에 여러 가지 소프트웨어를 작성하는 것이었다. 1975년 그들은 회사를 떠나 마이크로소프트를 설립하게 된다.
앨테어 8800이 발표된 직후, 로버츠는 새로운 주문을 받으려고 다른 전자제품 키트 생산자들과 접촉했다. IMSAI 등의 그 회사들은 호환 제품을 만들기 시작했다. 로버츠는 앨테어 제품을 팔기 위해 새로운 컴퓨터 판매점 설립을 도왔다. 그들은 바로 다른 회사의 제품도 팔게 된다.
로버츠는 새로 설립된 컴퓨터 판매점이 앨테어 8800의 경쟁 제품을 팔지 못하도록 요청했다. 이로 인해 컴퓨터 판매점 주인들과의 관계가 소원해졌다. 이 문제, 그리고 제품의 질 문제로 인해 결국 로버츠는 1977년 3월 650만 달러에 Pertec으로 회사를 넘긴다.
MITS는, 앨테어 8800이 〈Popular Electronics〉의 표지를 장식한 이후 주문 폭증으로 인해 더 큰 시설로 이전해야 했다.
새로운 제품의 성공은 여러 새로운 키트를 개발하는 투자에 활력을 불어넣었으며, 회사는 조립된 인쇄회로기판(PCB)과 조립 및 테스트된 컴퓨터를 팔기 시작했다.
앨테어 제품군을 위한 메모리 보드의 종류엔 1K, 4K, 16K, 32K, 64K 등이 있다.
첫 번째는 동적 메모리 보드(dynamic memory boards)이며 대부분의 제품은 정적 메모리 보드(static memory boards)이다.
플로피 디스크 드라이브 컨트롤러와 8인치 Pertec 플로피 디스크의 등장은 이 시스템에 대한 흥미를 촉발시켰다. 8인치 드라이브는 나중에 6인치 드라이브에 자리를 내주게 된다. MITS는 Pertec의 가장 큰 구매자중 하나가 되었다.
스티브 폴리니(Steve Polini)라는 한 엔지니어는, 모토로라 6800 CPU를 사용한 새로운 제품 라인을 디자인했다. 다른 엔지니어 톰 더스턴(Tom Durston)은 고속 입출력 컨트롤러(I/O controller)를 디자인했다. 이 컨트롤러는 Signetics 8X3000 bit slice CPU를 사용했다. 이런 개발 활동으로, 당시의 가장 크고 빠른 디스크 및 테이프 드라이브를 앨테어 컴퓨터에서 쓸 수 있게 되었다.
MITS는 Pertec의 디스크·테이프 드라이브를 완성 인도 방식의 시스템을 만드는 회사(turn key business systems)에 팔기로 계약했다. 이 시스템은 MITS DOS와 Peachtree Software가 제작한 업무용 소프트웨어(business software)를 사용했다. 글렌 울프(Glenn Wolf)는 MITS 제품을 수리하는 새 부서를 세웠다. 그 부서에서, 로버트 로페즈(Robert Lopez)는 무료 전화 지원 서비스를 시작했다. 이 서비스를 보면 알테어 컴퓨터가 전 세계에 왜 그렇게 널리 퍼졌는지 알 수 있다.
MITS가 Pertec에 매각된 후, 마이크로소프트와 로버츠는 앨버커키를 떠난다. 로버츠는 내과 의사가 되는 과정을 계속 밟기로 했고, 조지아주에서 수련 중이다. MITS의 부사장이었던 에디 커리(Eddie Curry) 박사는 Lifeboat Associates를 설립한다. 글렌 울프(Glenn Wolf)와 스티브 폴리니(Steve Polini)는 오스트레일리아로 이민갔다. Pertec은 텍사스주 Lobbock에 있는 텍사스 인스트루먼츠 공장의 한 관리팀 전체를 고용했다. 새 팀은 생산품의 품질 개선보다는 생산량을 늘리는 데 초점을 맞추고 있다.
잠시 동안 마이크로소프트와 Pertec 모두에게 저작권이 있는 채로 소프트웨어가 팔린 적이 있었다. 마이크로소프트는 소프트웨어 패키지에 대한 권리 주장을 위해 Pertec을 고소했다. 마이크로소프트는 이 재판에서 승소한다.

## 같이 보기
- 가정용 컴퓨터